# Oleg Zernikel
Oleg Zernikel, né le 16 avril 1995 à Almaty au Kazakhstan, est un athlète allemand, spécialiste du saut à la perche.

## Biographie
Né au Kazakhstan, il emménage à Landau in der Pfalz, dans la région allemande de la Rhénanie-Palatinat, à l'âge de 11 ans. Son père est un ancien athlète, spécialiste du saut en longueur et du saut en hauteur. Il s'initie au saut à la perche avec les parents de la perchiste allemande Lisa Ryzih, puis rencontre à l'âge de 13 ans son entraineur actuel Jochen Wetterb. Il suit des études en sciences environnementales à l'Université de Coblence-Landau. En plus de son club allemand de l'ASV Landau, il possède une licence en France à l'Athlétisme Metz Métropole. En 2021, il a rejoint l'armée allemande afin de financer en partie ses dépenses pour ses entraînements de saut à la perche.   
Il représente l'Allemagne en compétition dès ses premières apparitions lors d'évènements internationaux. En 2014, il prend la 3e place des championnats du monde juniors d'athlétisme en franchissant 5, 50 m. Après plusieurs saisons difficiles, particulièrement en 2016 et en 2018, ses performances lui permettent de représenter l'Allemagne aux Jeux olympiques de Tokyo en 2021. La même année, il remporte son premier titre national senior en franchissant 5,80 m. 

### Vie privée
En parallèle du saut à la perche, il pratique le skateboard, le golf ainsi que la guitare. 
Sur son compte Instagram, il confirme être ambassadeur de l'association allemande Wasser 3.0 qui développe des filtres micro plastiques pour les eaux usées. 

## Palmarès
| Date | Compétition                       | Lieu      | Résultat | Marque |
| ---- | --------------------------------- | --------- | -------- | ------ |
| 2015 | Championnats d'Allemagne          | Nuremberg | 9e       | 5,30 m |
| 2017 | Championnats d'Allemagne          | Erfurt    | 6e       | 5,30 m |
| 2019 | Championnats d'Allemagne          | Berlin    | 4e       | 5,41 m |
| 2020 | Championnats d'Allemagne en salle | Leipzig   | 2e       | 5,40 m |
| 2020 | Championnats d'Allemagne          | Brunswick | 4e       | 5,40 m |
| 2021 | Championnats d'Allemagne en salle | Dortmund  | 3e       | 5,62 m |
| 2021 | Championnats d'Allemagne          | Brunswick | 1er      | 5,80 m |

| Date | Compétition                    | Lieu      | Résultat | Marque |
| ---- | ------------------------------ | --------- | -------- | ------ |
| 2011 | Championnats du monde jeunesse | Lille     | 4e       | 4,80 m |
| 2013 | Championnats d'Europe juniors  | Rieti     | 6e       | 5,15 m |
| 2014 | Championnats du monde juniors  | Eugene    | 3e       | 5,50 m |
| 2017 | Championnats d'Europe juniors  | Bydgoszcz | 5e       | 5,40 m |
| 2021 | Championnats d'Europe en salle | Toruń     | 4e       | 5,70 m |
| 2021 | Jeux olympiques                | Tokyo     | 9e       | 5,70 m |
| 2022 | Championnats du monde en salle | Belgrade  | 9e       | 5,75 m |
| 2022 | Championnats du monde          | Eugene    | 5e       | 5,87 m |
| 2024 | Championnats d'Europe          | Rome      | 3e       | 5,82 m |
| 2024 | Jeux olympiques                | Paris     | 9e       | 5,70 m |

## Records
| Épreuve          | Épreuve   | Marque | Lieu   | Date            |
| ---------------- | --------- | ------ | ------ | --------------- |
| Saut à la perche | Plein air | 5,87 m | Eugene | 24 juillet 2022 |
| Saut à la perche | Salle     | 5,81 m | Berlin | 4 février 2022  |